# The Legend of Zelda: A Link Between Worlds
The Legend of Zelda: A Link Between Worlds, conocido en Japón como Zelda No Densetsu: Kamigami no Triforce 2 (ゼルダの伝説 神々のトライフォース2 Zeruda no Densetsu: Kamigami no Toraifōsu Tsū?, lit. «La leyenda de Zelda: La Trifuerza de las Diosas 2»), es un videojuego de acción-aventura desarrollado por Nintendo EAD para la videoconsola portátil Nintendo 3DS. Es la decimoséptima entrega original de la serie de videojuegos The Legend of Zelda y salió a la venta el 22 de noviembre de 2013 en Norteamérica y Europa, el 23 de noviembre en Australia, y el 26 de diciembre en Japón.
El juego constituye una secuela de A Link to the Past y muchos de sus componentes argumentales, su sistema de juego, y sus componentes artísticos están basados en gran medida en este. En efecto, la historia toma lugar en el mundo de la entrega de SNES seis generaciones después de su final y gira en torno a Link, un joven aprendiz de herrero que se ve en la tarea de salvar a siete seres conocidos como los Siete Sabios con el fin de evitar la resurrección de Ganon. El sistema de juego de esta entrega introdujo nuevos elementos respecto a sus antecesores en la serie, tales como la capacidad del protagonista de transformarse en una pintura y viajar por las paredes y una mayor libertad en las decisiones del jugador.
La idea de un juego de The Legend of Zelda para la consola Nintendo 3DS surgió tras la finalización de Spirit Tracks en 2009. Pensado en un principio como una adaptación de A Link to the Past o de Majora's Mask, los productores Eiji Aonuma y Shigeru Miyamoto finalmente optaron por desarrollar «software completamente nuevo». La dirección corrió a cargo de Hiromasa Shikata y la fase de desarrollo abarcó un periodo de casi dos años que arrancó a finales de 2011 y culminó en octubre de 2013.
A Link Between Worlds recibió una puntuación de 91 de 100 en el sitio web Metacritic, el cual lo ubica como uno de los mejores videojuegos de 3DS. La prensa destacó en particular la dificultad y creatividad de los puzles presentados, al igual que el rápido flujo del juego y la sensación de libertad del jugador, mientras que ciertas publicaciones mostraron desafecto hacia el aspecto gráfico y su fuerte similitud con su predecesor de 1991. En general, los críticos acordaron que el juego introdujo innovaciones en la serie sin dejar atrás las tradiciones que la han caracterizado, hecho en la que difirieron sus opiniones. El juego también tuvo éxito en el terreno comercial, pues para los últimos días de 2013 se vendió un total de 2,18 millones de copias.

## Argumento

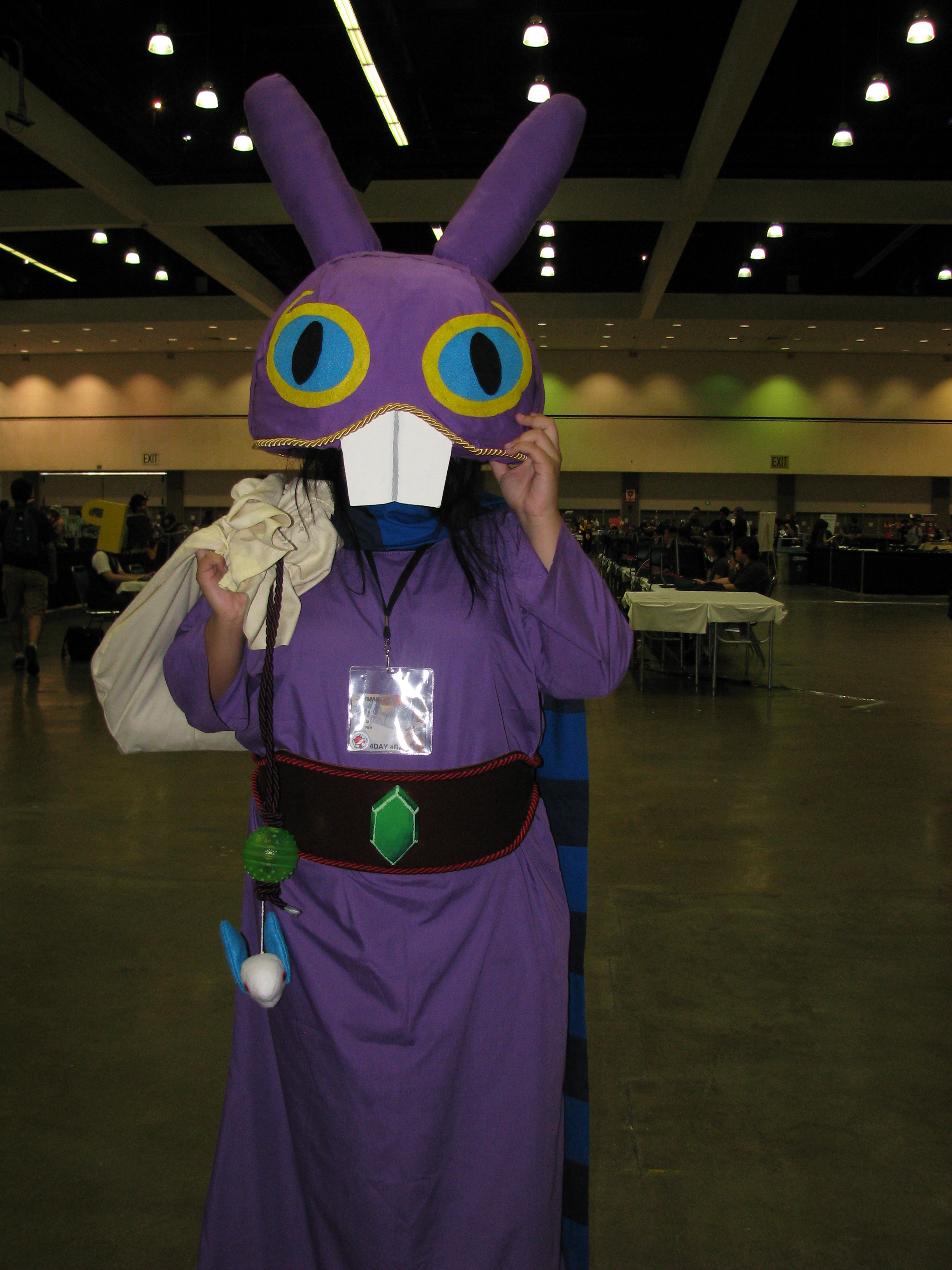
Cosplay de Ravio

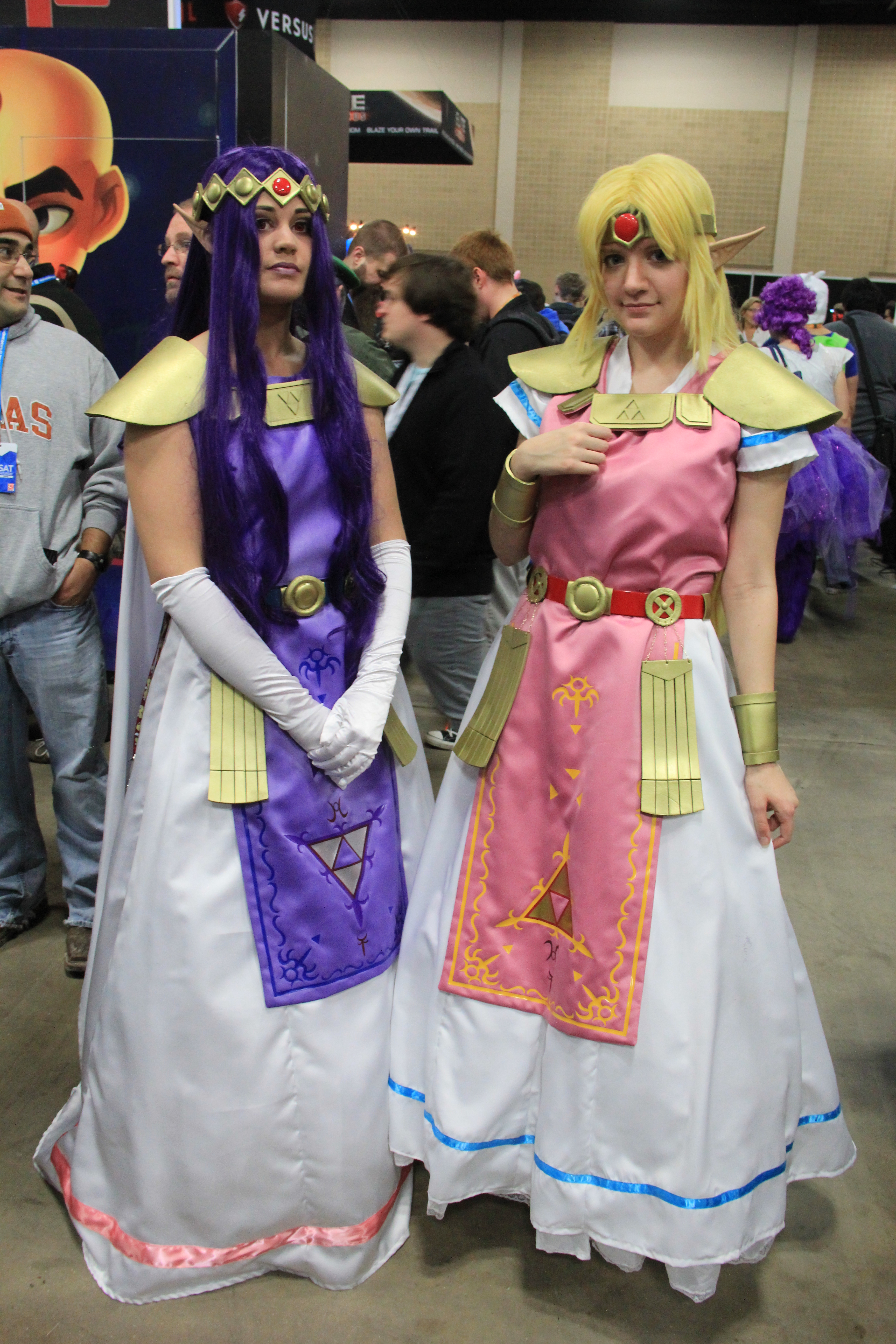
Princesas Hilda y Zelda

Los acontecimientos narrados en A Link Between Worlds ocurren «seis generaciones» después de los eventos de The Legend of Zelda: A Link to the Past, esto es en el hilo argumental de «El héroe caído», en lo que respecta al canon oficial. Según la cronología, el juego sucede a Oracle of Seasons/Oracle of Ages y a Link's Awakening, después de que la familia real de Hyrule decidió dividir la Trifuerza en tres partes para evitar la propagación del mal en el reino. Un fragmento recayó en el rey de los demonios Ganon, ya derrocado, otra quedó en manos de la familia real, y la tercera permaneció en el «corazón de Link» y de sus descendientes.
El juego comienza con Link, un joven aprendiz de herrero que habita en Hyrule. Un día tiene una pesadilla en la que un objeto triangular es destruido frente a una malvada criatura de considerables proporciones. Después de despertarse, acude con el capitán del castillo real para entregarle una espada. En el camino se encuentra con Yuga, un hechicero cuyo propósito es localizar a los descendientes de los Siete Sabios, aquellos que tiempo atrás desterraron a Ganon, para usar sus poderes con fines perversos. Link se ve en la necesidad de detenerlo pero, para poder derrotarlo, debe equiparse antes con objetos y armas que le garanticen alguna ventaja frente a Yuga.  
Poco después conoce a Ravio, un comerciante que viste un traje de conejo. Este le pide hospedaje en su casa. Link accede y a cambio Ravio le proporciona distintos ítems, armas y equipo que podría utilizar en su enfrentamiento contra el malvado hechicero. Sin embargo, esto no es suficiente para evitar que Yuga consiga lanzar un maleficio en el castillo y que, además, convierta en pintura a Link. Con ayuda de un brazalete que le había dado Ravio, Link consigue escapar antes de que el villano pudiese atraparlo en un retrato e inmovilizarlo. Después de que Yuga se va, el joven herrero descubre que debe encontrar la Espada Maestra, una legendaria arma capaz de repeler el mal, para quitar el maleficio que impuso Yuga. Una vez que la localiza y rompe el hechizo, Link vuelve a enfrentarse al hechicero. Consciente de los nuevos poderes y de la nueva arma que posee su adversario, este último transforma en pintura a la Princesa Zelda. La atrapa en un retrato y luego huye a través de una grieta que lo transfiere a otro lugar. Link lo sigue y se transporta a una dimensión alternativa, Lorule, un reino con varias similitudes al suyo. En cuanto aparece en este lugar, divisa a Yuga, y descubre que consiguió atrapar también a los descendientes de los Siete Sabios. Incapaz de frustrar sus planes a tiempo, Link lo observa usar el poder de los Sabios para resucitar a Ganon y fusionarse con él. De esta forma, consigue el fragmento de la Trifuerza del Poder que residía en Ganon. En ese instante aparece Hilda, la princesa de Lorule, que inmoviliza al hechicero y a sus secuaces para permitir que Link escape. Le pide al joven que busque a los descendientes de los Siete Sabios, aún encerrados en sus retratos, en un total de siete templos. En cada uno, tiene que tocar el retrato correspondiente para liberar a cada personaje. 
Cumplido tal objetivo, Link vuelve al castillo de Lorule para encontrarse con Hilda. La princesa aprovecha para contarle la historia del reino, explicándole que Lorule alguna vez contó con el poder de un objeto divino idéntico a la Trifuerza de Hyrule. Debido a sus poderes, varios se enfrentaron entre sí con tal de apoderarse de él para su conveniencia, ocasionando que el reino estuviese constantemente sumido en batallas y conflictos. Para remediar esta situación, los habitantes de Lorule decidieron destruir la Trifuerza. Al hacer esto, no obstante, la situación en Lorule empeoró y el reino cayó en la decadencia y el caos, y «está sucumbiendo al mal». Hilda le da a entender que el reino necesita la Trifuerza de Hyrule para restaurar su prosperidad como ocurriese antes con aquel objeto divino que habían destruido por error. Como la Trifuerza está dividida en tres fragmentos, cada uno con una cualidad distinta y que poseen diferentes personajes, pidió la ayuda de Yuga para revivir a Ganon, y atrapar a Zelda y a Link, los tres poseedores de los fragmentos divinos. Lo único que hace falta es quitarle el fragmento restante a Link. Pero antes de esto, Yuga aparece y traiciona a Hilda al encerrarla en un retrato, ya que su verdadero propósito es utilizar la Trifuerza de Hyrule para sus fines personales. El joven héroe y el hechicero se enfrentan por última ocasión.
Con ayuda de Zelda, Link derrota finalmente a Yuga y, acto seguido, Hilda es liberada del hechizo que la mantenía aprisionada en el retrato. A pesar de lo ocurrido, mantiene su insistencia en apoderarse de la Trifuerza de Hyrule para restaurar la paz en Lorule. No es sino hasta que aparece Ravio en el castillo, que ella cambia de opinión. Resulta que el comerciante en realidad había vivido antes en Lorule, pero decidió dejar el reino dada la obsesión de Hilda con la Trifuerza. Inclusive, se da a conocer que Ravio es la contraparte de Link en este reino, es decir el héroe de Lorule. Ravio convence a Hilda de que robar la Trifuerza no es lo correcto aunque su intención fuese positiva para el reino. Finalmente, esta desiste de sus planes y se disculpa con Link y Zelda. Resuelta la situación, los últimos dos se despiden de Ravio e Hilda y regresan a Hyrule. Una vez ahí, deciden utilizar el poder de la Trifuerza para restaurar el objeto divino de Lorule y así pueda el reino recobrar su prosperidad. En la escena final, se ve a Link devolviendo la Espada Maestra a su pedestal.

## Modo de juego

La Trifuerza.

Al igual que los otros juegos de la serie The Legend of Zelda, en A Link Between Worlds el jugador asume el control de Link. Posee gráficos estereoscópicos así como una perspectiva aérea de los diferentes elementos —personajes, escenarios, objetos, etc— que lo componen. Varios de sus elementos son idénticos a los existentes en The Legend of Zelda: A Link to the Past, aunque con ciertas diferencias gráficas —debido a la capacidad gráfica de la portátil— además de contener mazmorras inéditas. En comparación a las entregas de la serie de Nintendo DS, cuyo sistema de mando se basa principalmente en la pantalla táctil, en A Link Between Worlds el movimiento del protagonista depende del botón deslizante de 3DS.
Para completar la historia del videojuego es necesario que el jugador atraviese todos los calabozos, los cuales implican una diversa cantidad de rompecabezas, enemigos qué derrotar y un jefe final. Para ello y para explorar el mundo es indispensable utilizar las piezas de equipo que se requieran. La salud del personaje está representada en forma de varios corazones, los cuales disminuyen en caso de ataques enemigos, caídas en lava o precipicios, entre otras razones. Tras perder todos los corazones, el juego reinicia hasta el último punto en el que el jugador guardó su partida.
La pantalla superior de la Nintendo 3DS muestra la acción del juego, mientras que la inferior muestra el mapa, las rupias obtenidas por el jugador, botones asignados a objetos, y un botón llamado «Equipo» y otro «Inventario». El botón «A» controla las acciones básicas como la transformación, el botón «B» se asigna a la espada, y los objetos se usan con los botones «X» e «Y», estos últimos a libre elección del jugador. Las capacidades 3D de la consola también están incorporadas al sistema de juego, pues ciertas mazmorras pueden visualizarse con mayor profundidad gracias a ellas. El juego cuenta con una «Barra de Vigor», la cual se desgasta al emplear algún objeto o al fundirse en la pared, por ende no se puede utilizar indefinidamente, sino que se regenera con el tiempo.

### Concepto de la pared y el mundo paralelo
Mientras el juego progresa, el jugador adquiere la habilidad de convertirse en una pintura al pulsar el botón «A» siempre y cuando se encuentre frente a una pared. De esta manera, Link es capaz de trasladarse horizontalmente a lo largo de los muros, lo que ocasiona que la perspectiva arriba-abajo se altere. Mediante esta técnica el jugador logra moverse por distintas grietas de un lado a otro y obstáculos que no se pueden cruzar en condiciones normales. No obstante, la habilidad se halla restringida debido a que está sujeta a la barra de vigor. Una vez que haya expirado la energía que contiene la barra, el jugador salta automáticamente de la pared y regresa a su condición estándar.
De acuerdo al progreso de la historia, se puede ir y venir entre dos mundos, Hyrule y Lorule, gracias a los diferentes portales dimensionales que se encuentran en ciertos puntos estratégicos de cada uno de ellos. Las entradas y salidas se encuentran en forma de grietas que el jugador puede atravesar con la habilidad de adherirse a las paredes, para después llegar a una dimensión que lo dirige al mundo paralelo. Al igual que en A Link to the Past, en el que existen un mundo de luz y otro de oscuridad, en el videojuego de 3DS. Lorule es el equivalente «oscuro» de Hyrule puesto que el espacio es el mismo, si bien el carácter del primero contrasta con el segundo. El medio ambiente, los habitantes y los edificios son homólogos de los de Hyrule, y en general la atmósfera de Lorule está rodeada de opacidad.

### Equipamiento e independencia
Una de las características que singularizan al videojuego del resto de los de la serie es el sistema de obtención de objetos y armas, los cuales no se encuentran en el mundo exterior dependiendo del flujo del juego sino que se pueden alquilar del mercader Ravio. No existe un orden fijo que el jugador deba acatar para hacerse de los elementos de su equipamiento, sino que puede rentarlos y, en algún punto de juego, comprarlos con un determinado número de rupias, la moneda fictica del universo de The Legend of Zelda. Estas últimas se adquieren al aniquilar un enemigo o se encuentran entre arbustos, jarrones, y otras partes del mundo. Por tanto, teóricamente al jugador se le presentan todo lo que necesita desde un inicio, y puede elegir aquello que necesite dependiendo de la zona a la que se encamina. El juego no es completamente lineal, lo que permite la libertad de escoger la mazmorra o área que se desea explorar, sin que la visita espontánea de un templo altere el curso de la trama.
Una vez que el personaje principal muere, se pierden todos los artículos que se habían rentado previamente, por lo que el jugador se ve en la necesidad de pedirlos prestado de nuevo tan pronto como reinicia el juego. Después de poder comprar las armas, estas no se pierden tras morir. El uso de objetos como las bombas y flechas no está limitado por una acción en sí, pero como sucede con la habilidad de transformarse en pintura, también están sujetas a la barra de vigor. Después de que esta se llene de potencia el jugador puede reusarlos.

## Desarrollo
| Director               | Hiromasa Sikata                          |
| Programación principal | Shiro Mouri                              |
| Asistente de dirección | Shiro Mouri Kentaro Tominaga             |
| Diseñador principal    | Takahashi                                |
| Música                 | Ryo Nagamatsu                            |
| Productor              | Eiji Aonuma                              |
| Productor general      | Shigeru Miyamoto                         |
| Productor ejecutivo    | Satoru Iwata                             |
| Efectos de sonido      | Masato Mizuta Taro Bando                 |
| Voces                  | Mitsuki Saiga Ayumi Fujimura Seiro Ogino |
| Referencia             | [ 17 ]                                   |

El desarrollo de A Link Between Worlds quedó en manos del Estudio 3 de Software Development de Nintendo Entertainment Analysis and Development, el equipo interno de desarrollo de mayor importancia en Nintendo que tiene su sede en Kioto, Japón. La responsabilidad del proyecto estuvo a cargo del productor Eiji Aonuma y del director Hiromasa Shikata, quien además debutó como tal. El programador Shiro Mouri y el proyectista Kentaro Tominaga actuaron como asistentes de dirección, mientras que Takahashi se encargó de la coordinación del diseño. Shigeru Miyamoto, el creador de The Legend of Zelda y gestor de Nintendo EAD, fungió como el productor general del título. Asimismo, el proyecto contó con la ayuda de Takashi Tezuka y Toshihiko Nakago, importantes desarrolladores de la serie que sirvieron como supervisores. La composición musical estuvo en manos de Ryo Nagamatsu. La filial de Nintendo Monolith Soft ayudó al equipo de desarrollo en torno al diseño e implementación de personajes, entornos y mazmorras.

### Génesis del proyecto (finales de 2009 - octubre de 2010)
Tras haber dado por terminada la producción de Spirit Tracks a finales de 2009, gran parte del equipo de desarrollo de la serie The Legend of Zelda dedicó su trabajo al que sería el próximo título en la consola Wii, Skyward Sword. Al mismo tiempo, comenzaban a darse los planes para un nuevo videojuego en la consola portátil que sucedería a la Nintendo DS. El equipo de planificación, que consistía en Shikata, Mouri y otro programador, pasaron un año completo a planear el concepto central de dicho juego.
Medio año después de haber comenzado a planificar el trabajo, los responsables de este le presentaron la idea principal a Miyamoto, quien se encarga de aprobar nuevos proyectos de EAD. Así pues, le sugirieron que el próximo juego tuviera como tema central la comunicación. Miyamoto declinó el concepto porque sentía que era anticuado. Los tres miembros del equipo entonces decidieron replantearse, momento en el que a Shikata se le ocurrió espontáneamente la idea de que el personaje del nuevo juego pudiese convertirse en un mural.

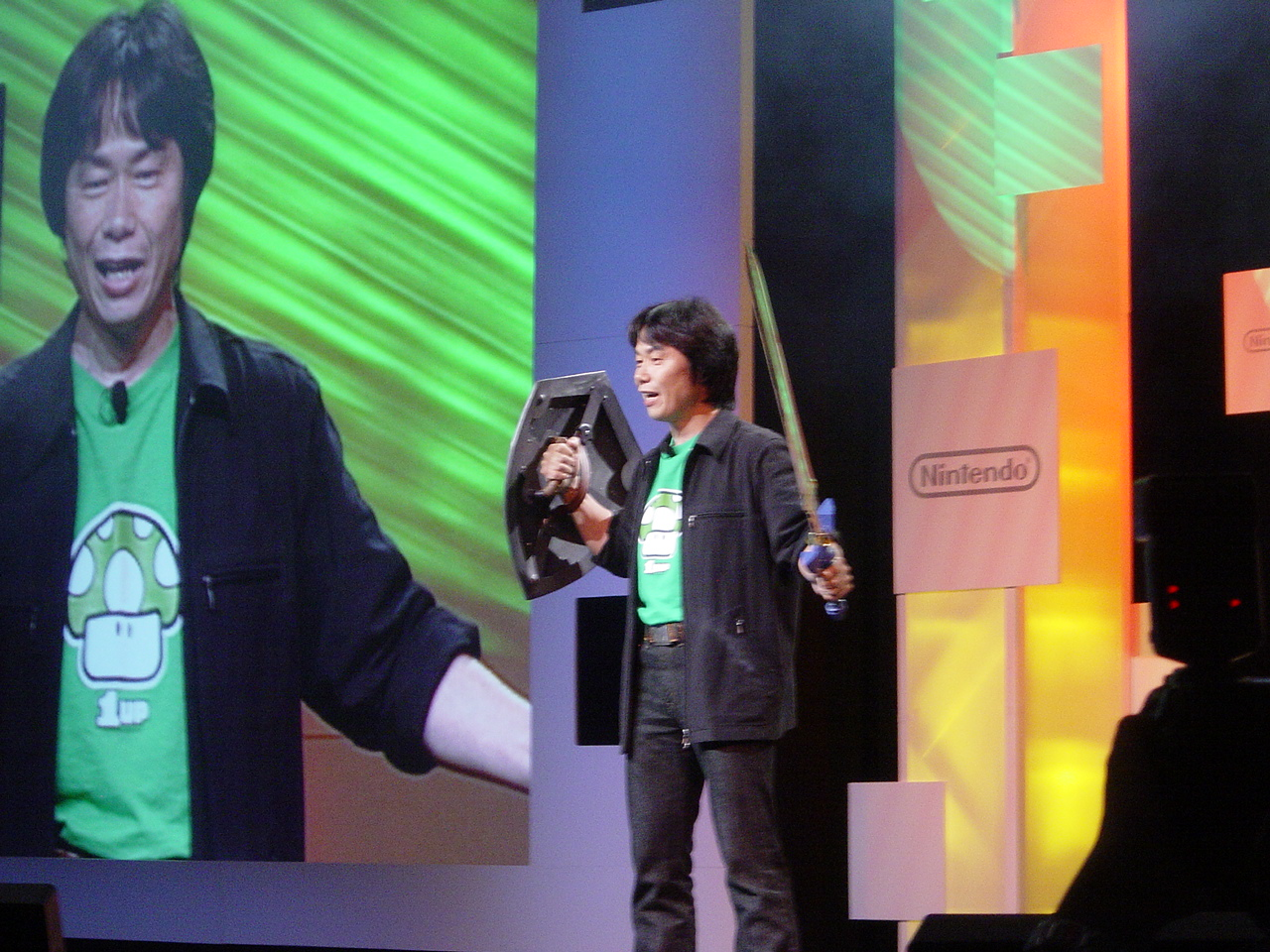
Shigeru Miyamoto, el productor general del juego, rechazó el primer borrador de A Link Between Worlds.

Mouri trabajó un día entero en diseñar el primer prototipo del videojuego en el que Link se volvía bidimensional. A diferencia del producto final, el prototipo presentaba una perspectiva en tercera persona y su aspecto era bastante parecido al de Spirit Tracks pues en aquella época se pensaba que el juego sería un sucesor de los juegos de DS. La idea fue finalmente aprobada por Miyamoto y dos semanas más tarde, en octubre de 2010, el equipo se disolvió ya que los juegos de lo que sería la nueva Wii U (tales como New Super Mario Bros. U y Nintendo Land) absorbieron a los miembros principales del proyecto, por lo que este quedó en suspenso.

### Reanudación del proyecto (noviembre de 2011)

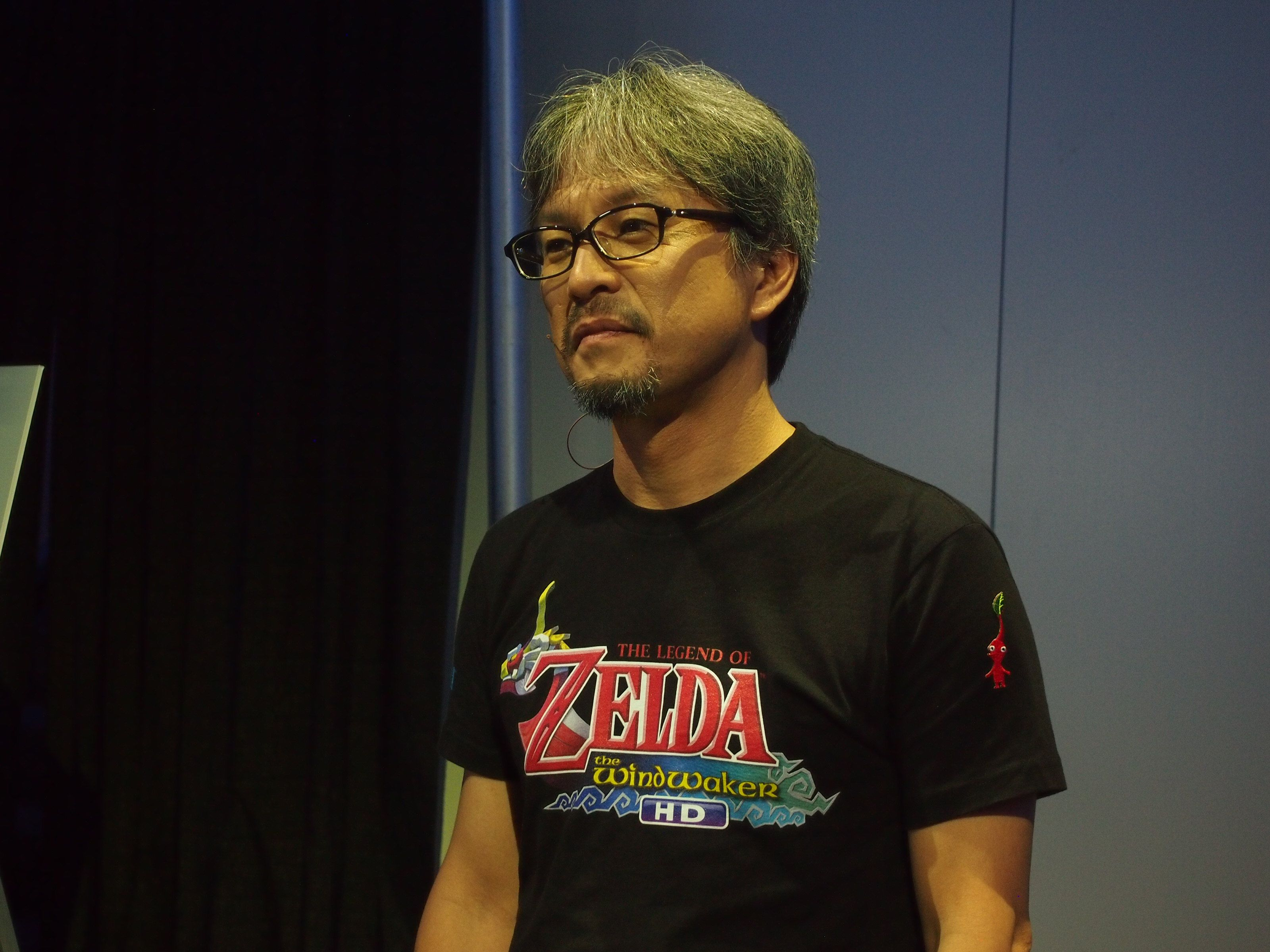
Eiji Aonuma continuó el desarrollo del proyecto tras haberlo pausado durante más de un año.

Los seguidores de la serie solicitaron un juego de The Legend of Zelda que fuera completamente nuevo para finales de 2013 a más tardar. A fin de cumplir con dicha tarea, Aonuma retomó el desarrollo del videojuego justo después de haber acabado la producción de Skyward Sword en noviembre de 2011, pues éste se había suspendido por más de un año. Tominaga, que había trabajado como diseñador del juego de Wii, ocupó temporalmente el puesto de director de Shikata.
Uno de los aspectos que tuvo más peso de dificultad en el proceso de desarrollo fue el efecto esterescópico 3D, pues el equipo se vio en la necesidad de implementarlo de modo que fuese constructivo en lo que se refiere al sistema de juego. Para ello analizaron la altura, en particular de las mazmorras, y a partir de ahí es cómo la diferencia de altitud entre dos niveles de un calabozo juega un papel muy importante para la experiencia en 3D. Un punto fundamental que siguieron los desarrolladores fue el replantearse las convenciones de The Legend of Zelda. En este sentido, rompían la estructura que había caracterizado hasta el momento los juegos de la serie y se inclinaban por un juego menos lineal. Shikata percibía que usualmente los usuarios se atascaban en un punto del juego y ya no podían avanzar, lo que trajo consigo la idea de superar las mazmorras en paralelo. Para que esto fuera posible, el equipo diseñó un sistema en el que jugador comprara su armamento y no lo obtuviera en los calabozos como en las entregas anteriores.
Respecto a no haber seguido la fórmula tradicional del gameplay, Aonuma argumentó en una entrevista de octubre de 2013:

When we created Skyward Sword, it came to mind that maybe the users have started to get bored with Zelda, the traditional Zelda. So we’d like to try and change that up. We thought then that it would be more important to implement a kind of hand-holding system, where users would always know what they were supposed to do. But maybe it’s different – perhaps  it’s also fun to just get lost in the game and try to figure out what to do by themselves.
Cuando creamos Skyward Sword, se nos vino a la mente que quizá los usuarios habían comenzado a aburrirse de Zelda, del Zelda tradicional. Así que queríamos tratar de cambiar eso. Pensamos entonces que sería más importante implementar un sistema similar a una toma de manos, donde los usuarios siempre saben qué es lo que deben de hacer. Pero quizá este no es el problema, quizá también es divertido no saber qué hacer en el juego y tratar de descifrarlo por sí mismos.
Eiji Aonuma: IGN, 2013.

### La secuela deA Link to the Past(mediados de 2012)
A partir del lanzamiento de la 3DS, Miyamoto le propuso a Aonuma en varias ocasiones una nueva versión de A Link to the Past, con el mismo estilo 2D pero que se jugara en 3D estereoscópico. En cambio, Aonuma era de la idea de crear un juego completamente nuevo tomando como base el clásico de SNES. En mayo de 2012, Tominaga diseñó varias mazmorras en las que hacía uso del poder de fusionarse con las paredes y le mostró a Miyamoto un ejemplar, quien terminaría por desecharlo. A cambio le aconsejó apoyarse en A Link to the Past, con lo que el equipo comenzó a combinar la orografía de terreno del juego de 1992 con el nuevo gameplay. El concepto de un juego con vista arriba-abajo sirvió para un nivel de Super Mario 3D Land, mismo que fue recibido positivamente por parte de los usuarios. La favorable respuesta entonces motivó al equipo a reforzar su trabajo, pues era prácticamente el tipo de juego que hacían.
Mientras Aonuma estaba contento con la propuesta, el equipo desarrollador recibió con escepticismo el hecho de que Link se uniera a las paredes. Como una prueba de concepto, el productor modeló el mundo del juego de Super Nintendo con entornos tridimensionales con la intención de convencer al equipo, un proceso que le llevó tres días. El resultado se lo presentó a Miyamoto en julio de 2012, quien dio su consentimiento. El primer aspecto con el que se lidió fue el de la vista cenital, con la cual entraron en una «dinámica de ensayo y error». Para que se visualizara de una forma adecuada modificaron el ángulo de inclinación de la pantalla, pues de otra manera tan solo se apreciaría el gorro del protagonista. Así pues, inclinaron elementos como el rostro y cuerpo de los personajes, los objetos y las figuras en relación con la superficie. A medida que se completaban juegos como Nintendo Land y New Super Mario Bros. U el equipo de desarrollo del proyecto dirigido por Shikata creció rápidamente.
Aunque en un primer momento se consideró que Link portaría el estilo artístico de Spirit Tracks en un mundo bidimensional, a finales de 2012 el equipo se inclinó por un estilo vanguardista. Para esta época, los guionistas se dieron la tarea de elaborar la trama del juego. De acuerdo con los créditos del juego, dicha tarea quedó en manos de Tatsuya Hishida y Mari Shirakawa, dos empleados de Nintendo que hasta ese tiempo nunca se habían involucrado en videojuegos de Zelda. Una gran parte del personal que trabajó para el juego también estuvo presente en desarrollos paralelos, tales como la reedición de un videojuego de GameCube de 2002, The Legend of Zelda: The Wind Waker HD, que se lanzó a la venta el mismo año que A Link Between Worlds, y el nuevo título de la serie para la consola de sobremesa Wii U. Alrededor de 90 miembros estuvieron envueltos en el equipo de producción, mismo que terminó oficialmente sus labores a principios de octubre de 2013.

### Sonido
El compositor de videojuegos Ryo Nagamatsu, miembro del Group Sound EAD, compuso la banda sonora de A Link Between Worlds, que supuso además su debut en la serie. Nagamatsu y su equipo procuraron que la música se adecuara a los altavoces de la portátil 3DS, razón por la cual se inclinaron por sonidos que no fueran orquestados en vivo pues estos «producen mucha reverberación e incluyen tonos muy bajos». La música está basada en gran medida en la de A Link to the Past, y pese a no estar orquestada se trató de que pareciera que era interpretada por instrumentos reales.
La banda sonora consiste en más de 60 piezas musicales, entre las que se encuentran remezclas de composiciones de 1992 de la precuela del juego, por lo que el trabajo de Koji Kondo resultó fundamental. Durante el juego también es posible apreciar arreglos de piezas conocidas de la serie, mismas que son ejecutadas por el mismo Nagamtsu, quien utilizó una flauta y la acompañó de tonos de guitarra de relieve producidos por un sintetizador. En lo que atañe la voz de los personajes, el seiyū de Link y de Ravio es Mitsuki Saiga, mientras que de la Princesa Zelda lo es Ayumi Fujimura y Seiro Ogino del antagonista Yuga.

### Estética y gráficos
A Link Between Worlds posee un estilo gráfico similar al de A Link to the Past, el cual consiste en sprites y en polígonos tridimensionales en 3D en tiempo real. El juego es compatible con el efecto auto-estereoscópico en 3D (sin gafas especiales para ello) que ofrece la Nintendo 3DS, aunque es opcional. El juego puede correrse tanto en 2D como en 3D, y a comparación de otro juegos en 3D que corren a 30 cuadros por segundo, la frecuencia de esta entrega es de 60 cuadros por segundo. Según los fabricantes, esto permite que el efecto en 3D se estabilice.

## Publicación

### Presentaciones públicas
Desde abril de 2011, Shigeru Miyamoto y Eiji Aonuma manifestaron en distintas entrevistas la posibilidad de realizar una continuación de A Link to the Past en la portátil 3DS, misma que llevaba poco tiempo en el mercado. La prensa especializada interpretó estas declaraciones como simples proyectos a largo plazo. Para septiembre de 2011, el productor confirmó por primera vez para los redactores de la revista Game Informer que la planeación de un nuevo Zelda estaba en vías de desarrollo. En junio de 2012 Miyamoto concedió una entrevista a IGN, en la que afirmó que el futuro del juego estaba incierto, aunque estaban en consideración una nueva versión de A Link to the Past o de Majora's Mask, así como la idea de un título inédito.

We have so many goals right now. We're always looking at expanding our audience and giving people the opportunity to get their hands on 3DS and see what kind of fun gaming experiences they can have. And now, we're also tasked with pushing the Wii U. So we have lots of good opportunities in terms of thinking about which Zelda game is going to be best for which purpose.
Tenemos muchos objetivos ahora mismo. Siempre estamos buscando en expandir nuestra audiencia, darle a la gente la oportunidad de tener en sus manos una 3DS y que vean qué tipo de experiencias de juego divertidas pueden tener. Y ahora, también estamos obligados a impulsar la Wii U. Así que tenemos muchas oportunidades buenas para pensar cuál es el Zelda que será el mejor para cada propósito.
Shigeru Miyamoto: IGN, 2012.

El 17 de abril de 2013, el presidente de Nintendo Satoru Iwata presentó el primer avance público del videojuego durante la emisión del webshow «Nintendo Direct». Previo a la transmisión del video, Iwata hizo hincapié en que no se trataba de una nueva versión de A Link to the Past, si bien el escenario se rediseñó para el nuevo juego. Durante la convención E3 de junio de 2013, la distribuidora dio a conocer un nuevo tráiler y con ello el título oficial para el mercado occidental.

### Título

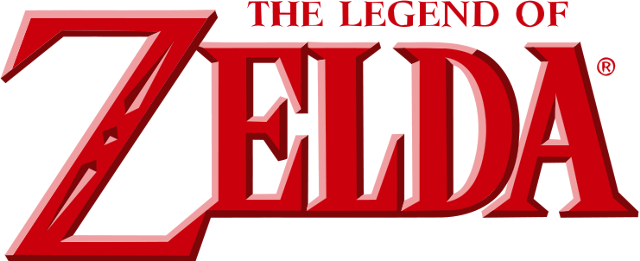
Logotipo preliminar exhibido durante el «Nintendo Direct» de abril de 2013.

El anuncio de abril de 2013 presentó el juego simplemente como The Legend of Zelda, sin un subtítulo que lo distinguiera de los demás. Como alternativa, la prensa especializada comenzó a referirlo como A Link to the Past 2 o Zelda 3DS antes de que el fabricante diera a conocer el título oficial.
A diferencia del mercado occidental, en Japón el videojuego se titula ゼルダの伝説神々のトライフォース2, Zeruda no Densetsu: Kamigami no Toraifōsu 2, que transferido al español significa La trifuerza de las diosas 2. En efecto, el videojuego de 1991 posee como título Kamigami no Toraifōsu, por lo que la entrega de 3DS se traduce análogamente como A Link to the Past 2.
Con la finalidad de enfatizar que no se trataba de una nueva versión, sino que habían desarrollado un nuevo juego, este fue bautizado con el subtítulo A Link Between Worlds. Si se interpreta con un sentido literal, la frase se traduce como Un vínculo entre mundos o Un enlace entre mundos, que alude al hecho de que «la historia transcurre entre los mundos de Hyrule y Lorule». También constituye un juego de palabras, pues se trata de una referencia al personaje principal, de modo que se transcriba como Un Link entre mundos. Los miembros del equipo llegaron a llamarle incluso The New Legend of Zelda, un título paralelo a New Super Mario Bros., un videojuego lanzado en 2006 para Nintendo DS que rediseña el concepto primario de las primeras entregas de Super Mario Bros..

### Lanzamiento
El lanzamiento europeo y norteamericano de A Link Between Worlds se produjo el 22 de noviembre de 2013. En Australia, el videojuego se lanzó a la venta un día después, mientras que en Japón se ofreció a partir del 26 de diciembre. En todas las regiones la distribuidora comercializó tanto la versión física como la digital, esta última a modo de descarga de la plataforma Nintendo eShop. Con motivo del lanzamiento se distribuyó asimismo una edición especial de la Nintendo 3DS XL con un diseño áureo que incorpora la figura de la Trifuerza. El paquete de dicha edición incluye también un código de descarga del juego. Desde septiembre de 2014, la banda sonora del videojuego se encuentra disponible a la venta en el sitio web japonés de Club Nintendo.

## Recepción

### Ventas
La siguiente tabla ofrece un resumen de las ventas de unidades del título a nivel mundial, divididas en Japón y en el extranjero. Los datos provienen de reportes financieros realizados por Nintendo e incluyen las unidades vendidas física y virtualmente y las que venían en paquetes especiales.
| Ventas                  |                |          |                 |
| Fecha                   | A nivel global | En Japón | Resto del mundo |
| 31 de diciembre de 2013 | 2 180 000      | 330 000  | 1 850 000       |
| 31 de marzo de 2014     | 2 510 000      | 470 000  | 2 040 000       |

### Informes prelanzamiento
Después de jugar un demo del juego, algunos editores de IGN afirmaron en abril de 2013 que el juego poseía «todo lo que se quiere para un debut de Zelda en 3DS» y consideraron que la transición de los colores brillantes que componen los gráficos capturaba la esencia del juego de 1991, A Link to the Past. No obstante, Samuel Claiborn, de la misma empresa, expresó en junio del mismo año su disgusto hacia la escasa innovación de esta nueva entrega respecto a su predecesor de SNES, basándose en que al tomar el mismo escenario de este último la serie perdería el sentido de aventura y exploración que la ha caracterizado para favorecer únicamente a sus recién llegados.
Antes del estreno del juego, Postmedia News lo calificó como «una explosión de nostalgia del pasado» gracias a su similitud visual con A Link to the Past. El editor encontró la capacidad de convertirse en un dibujo «chocante al principio», aunque «se siente fresco». En cambio, Jeremy Parish de US Gamer criticó en una vista previa de agosto de 2013 los intentos de renovar el videojuego de 1992 a través de los gráficos. Así, tachó al aspecto visual de inadecuado, pues consideraba que las apariencias de los personajes en las secuencias cinemáticas distraían del drama de la historia. Para compensar esta crítica, alabó el sistema de juego ya que el juego respondía efectivamente a los movimientos del jugador. Su reseña se llevó el título de «Luce como mierda, se juega como un sueño».

### Crítica
En el sitio web Game Rankings, que recopila reseñas de publicaciones y páginas web de videojuegos, A Link Between Worlds obtuvo un puntaje promedio de 90,55% calculado sobre la base de las calificaciones de 54 reseñas. En Metacritic, una página con propósitos similares, se tomaron en cuenta 81 opiniones de diferentes críticos que se resumieron en un promedio de 91 puntos de 100.
La revista estadounidense Game Informer destacó los elementos innovadores en relación con el concepto tradicional de The Legend of Zelda, como la capacidad de explorar libremente y sin un orden cronológico los distintos calabozos, la posibilidad de rentar ítems antes de adquirirlos, o la habilidad de Link para caminar entre las paredes para lo cual adopta gráficos bidimensionales en un entorno tridimensional. También tuvo comentarios favorables sobre el diseño y los combates, en especial el del jefe final.
De manera similar, el portal electrónico Joystiq hizo una mención sobresaliente de la técnica del protagonista para pasar entre muros u obstáculos, la cual calificó como «una herramienta invaluable [...] y una forma fresca de explorar el escenario». En cuanto a la libertad para explorar el escenario, concluyó que es una innovación que resulta útil para el jugador, al no restringirle en ningún momento el acceso a ciertas zonas, algo que anteriormente dependía del grado de avance del jugador y del desarrollo de la trama.

### Premios y nominaciones
The Legend of Zelda: A Link Between Worlds se hizo acreedor de numerosos premios y nominaciones. La siguiente tabla muestra una visión general de las empresas que tomaron el juego en consideración para sus respectivas entregas de premios.
| Entrega de premios                | Categoría                           | Resultado | Fecha del veredicto  | Referencia    |
| --------------------------------- | ----------------------------------- | --------- | -------------------- | ------------- |
| Interactive Achievement Awards    | Mejor videojuego de acción-aventura | Nominada  | 17 de enero de 2014  | [ 52 ] [ 53 ] |
| Interactive Achievement Awards    | Mejor videojuego portátil           | Ganadora  | 6 de febrero de 2014 | [ 52 ] [ 53 ] |
| Interactive Achievement Awards    | Videojuego del año                  | Nominada  | 17 de enero de 2014  | [ 52 ] [ 53 ] |
| Game Developers Choice Awards     | Mejor diseño de videojuego          | Nominada  | 9 de enero de 2014   | [ 54 ] [ 55 ] |
| Game Developers Choice Awards     | Mejor videojuego portátil           | Ganadora  | 19 de marzo de 2014  | [ 54 ] [ 55 ] |
| Game Informer Best of 2013 Awards | Mejor videojuego exclusivo de 3DS   | Ganadora  | 7 de enero de 2014   | [ 56 ]        |
| Gamescom awards                   | Mejor videojuego de acción          | Nominada  | Agosto de 2013       | [ 57 ] [ 58 ] |
| Gamescom awards                   | Mejor videojuego portátil           | Ganadora  | Agosto de 2013       | [ 57 ] [ 58 ] |
| GamesIndustry Innovation Awards   | Innovación en diseño de juegos      | Nominada  | 14 de marzo de 2014  | [ 59 ]        |
| GameSpot Game of the Year 2013    | Videojuego del año                  | Ganadora  | Diciembre de 2013    | [ 60 ]        |
| IGN's Best of 2013                | Mejor videojuego de 3DS             | Ganadora  | Diciembre de 2013    | [ 61 ]        |
| IGN's Best of 2013                | Mejor videojuego de acción-aventura | Nominada  | Diciembre de 2013    | [ 61 ]        |
| IGN's Best of 2013                | Mejor música                        | Ganadora  | Diciembre de 2013    | [ 61 ]        |
| IGN's Best of 2013                | Videojuego del año                  | Nominada  | Diciembre de 2013    | [ 61 ]        |
| Spike Video Game Awards           | Mejor videojuego portátil           | Ganadora  | Diciembre de 2013    | [ 62 ]        |

### Listas de clasificación
Algunas publicaciones tomaron en consideración a A Link Between Worlds para incluirlo en sus listas de clasificación del mejor contenido del mercado de videojuegos de 2013; las siguientes se encuentran entre las mencionadas:
- Computer Bild Spiele, "Mejores juegos de 2013": 2.º lugar.[63]
- EGM, "Lo mejor de 2013 de EGM": 3.º lugar[64]
- Entertainment Weekly, "Top 10 (y peores 3) videojuegos de 2013": 8.º lugar[65]
- Forbes, "Los mejores videojuegos de 2013": 6.º lugar[66]
- Joystiq, "Top 10 de 2013": 2.º lugar.[67]
- M! Games, "Los juegos de 2013": 7.º lugar.[68]
- MTV, "Los 10 mejores videojuegos de 2013": 4.º lugar.[69]